# Mapa invertido

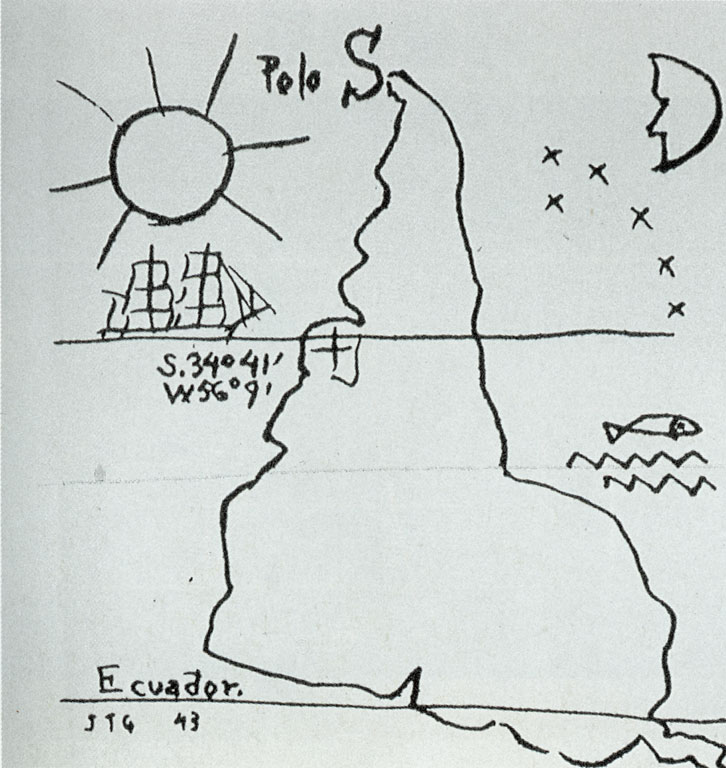
América invertida (1943) obra de Joaquín Torres García

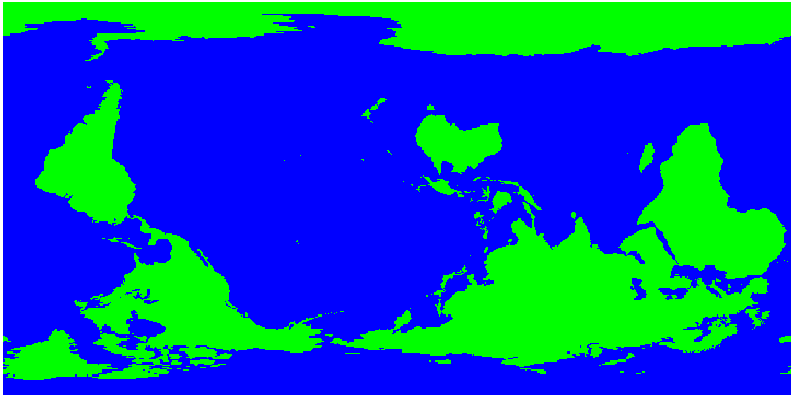
Mapa invertido

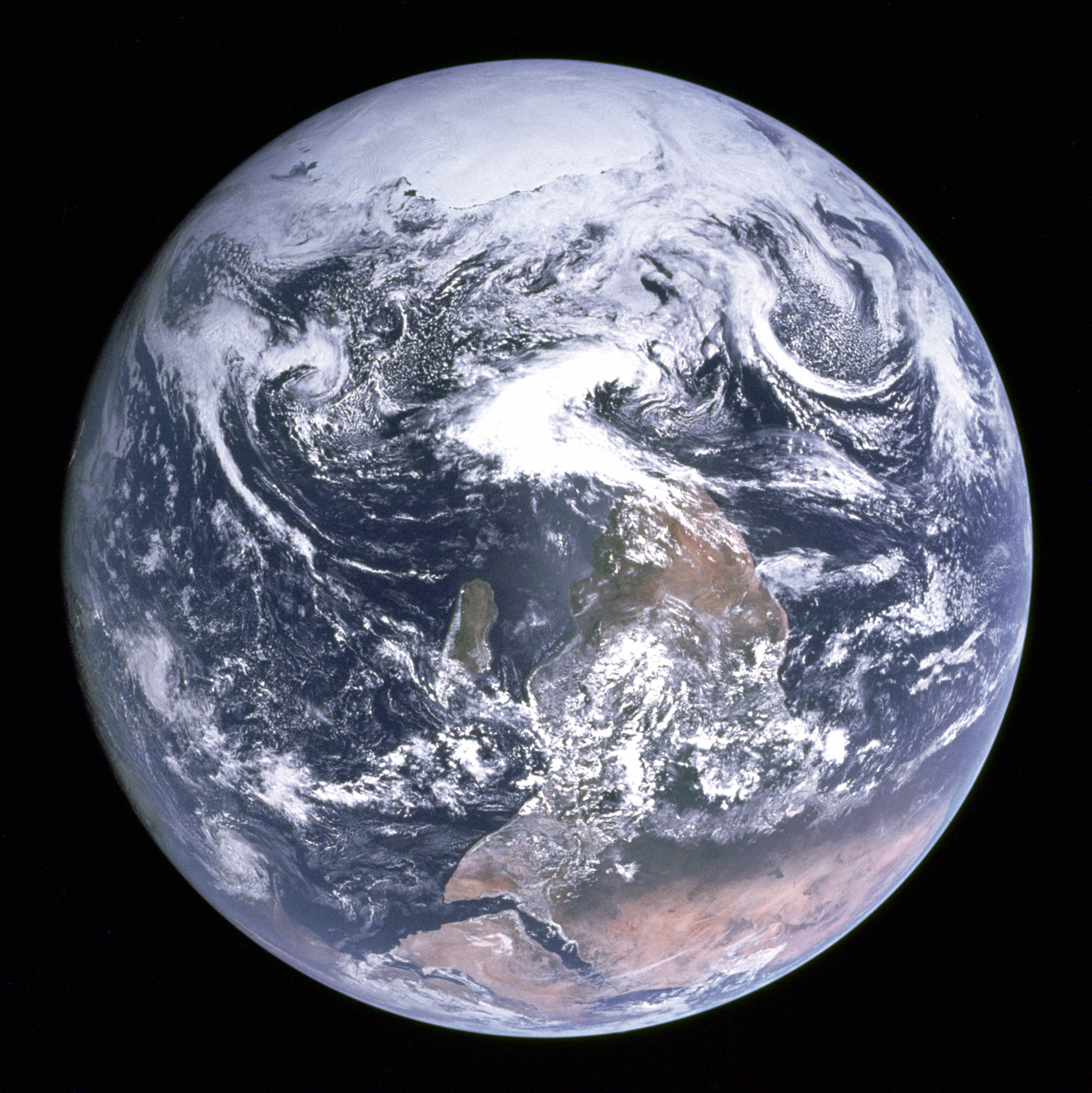
La famosa foto de la Tierra desde el Apollo 17 (Blue Marble) originalmente tenía el Polo Sur arriba, como en esta vista, con la isla de Madagascar visible justo a la izquierda del centro, y el continente africano a su derecha. Sin embargo, la imagen fue invertida para adaptarla a la vista tradicional.

Un mapa invertido, también conocido como mapa con el sur arriba, es un mapamundi que generalmente muestra a Australia y Nueva Zelanda en la parte superior del mapa en vez de la parte inferior.  Indonesia se ubica en el centro, mientras que Europa y América se ubican a los lados, aunque hay mapas invertidos centrados en el Primer meridiano. En 2007 el Instituto Geográfico Militar de Chile publicó un mapa "hacia arriba", ubicando a Chile sobre los meridianos centrales de la proyección cartográfica, dándole un mayor protagonismo al país dentro de las vías de comercio mundial, que tradicionalmente aparece en el fondo del mapa. También el Instituto geográfico Nacional de Argentina publicó en 2021 un mapa bicontinental del país, incluyendo áreas terrestres y marítimas reclamadas, con el sur hacia arriba.
Son usados como instrumento de enseñanza del pensamiento crítico[cita requerida] ya que no hay ninguna razón para colocar los puntos cardinales en las direcciones convencionales y por lo tanto es igualmente correcta que la representación tradicional
La ubicación del norte hacia arriba en los mapas es, de todas maneras, arbitrario; de hecho hay muchos mapas con orientación no estándar, como los mapas medievales, los mapas polares, y los mapas Dymaxion. La convención del norte hacia arriba (y el este a la derecha) de la mayoría de los mapas modernos fue establecido por el astrónomo Tolomeo y fue ampliamente adoptado por otros cartógrafos como Mercator...